# TM NETWORK TRIBUTE ALBUM -40th CELEBRATION-
『TM NETWORK TRIBUTE ALBUM -40th CELEBRATION-』（ティーエムネットワーク・トリビュート・アルバム・フォーティース・セレブレーション）は、TM NETWORKのコンピレーション・アルバム。2024年5月15日にエピックレコードジャパンから発売された。

## 構成
デビューから40周年を記念して制作されたコンピレーション・アルバムとして、DISC 1にはトリビュート・アルバムとしてのカバー音源、DISC 2にはオリジナル音源を収録している。

## 収録曲
| #         | タイトル                                                                      | 作詞       | 作曲               | 編曲                   | 時間  |
| --------- | ----------------------------------------------------------------------------- | ---------- | ------------------ | ---------------------- | ----- |
| 1.        | 「SEVEN DAYS WAR」(GRe4N BOYZ)                                                | 小室みつ子 | 小室哲哉           | nishi-ken              | 5:04  |
| 2.        | 「Self Control (方舟に曳かれて)」(CAPSULE)                                    | 小室みつ子 | 小室哲哉           | 中田ヤスタカ           | 4:14  |
| 3.        | 「Get Wild」(B'z)                                                             | 小室みつ子 | 小室哲哉           | 中田ヤスタカ・松本孝弘 | 4:15  |
| 4.        | 「BEYOND THE TIME (メビウスの宇宙を越えて)」(澤野弘之 feat. SennaRin)         | 小室みつ子 | 小室哲哉           | 澤野弘之               | 4:22  |
| 5.        | 「Maria Club (百億の夜とクレオパトラの孤独) (Remix)」(ヒャダイン with DJ KOO) | 小室哲哉   | 小室哲哉・木根尚登 | ヒャダイン             | 4:08  |
| 6.        | 「BE TOGETHER」(乃木坂46)                                                     | 小室みつ子 | 小室哲哉           | 野口大志               | 3:33  |
| 7.        | 「Love Train」(西川貴教)                                                      | 小室哲哉   | 小室哲哉           | TK SONG MAFIA          | 4:45  |
| 8.        | 「Human System」(松任谷由実 with SKYE)                                        | 小室みつ子 | 小室哲哉           | SKYE                   | 4:07  |
| 9.        | 「TIMEMACHINE」(坂本美雨)                                                     | 小室哲哉   | 木根尚登           | 原摩利彦               | 4:24  |
| 10.       | 「STILL LOVE HER (失われた風景)」(くるり)                                     | 小室哲哉   | 小室哲哉・木根尚登 | くるり                 | 6:26  |
| 11.       | 「ELECTRIC PROPHET (電気じかけの予言者)」(満島ひかり)                         | 小室哲哉   | 小室哲哉・木根尚登 | mito                   | 8:36  |
| 合計時間: | 合計時間:                                                                     | 合計時間:  | 合計時間:          | 合計時間:              | 53:54 |

| 全編曲: 小室哲哉。 |                                               |            |                    |       |
| #                  | タイトル                                      | 作詞       | 作曲               | 時間  |
| 1.                 | 「SEVEN DAYS WAR」                            | 小室みつ子 | 小室哲哉           | 4:59  |
| 2.                 | 「Self Control (方舟に曳かれて)」             | 小室みつ子 | 小室哲哉           | 5:05  |
| 3.                 | 「Get Wild」                                  | 小室みつ子 | 小室哲哉           | 4:01  |
| 4.                 | 「BEYOND THE TIME (メビウスの宇宙を越えて)」  | 小室みつ子 | 小室哲哉           | 5:33  |
| 5.                 | 「Maria Club (百億の夜とクレオパトラの孤独)」 | 小室哲哉   | 小室哲哉・木根尚登 | 4:29  |
| 6.                 | 「BE TOGETHER」                               | 小室みつ子 | 小室哲哉           | 4:14  |
| 7.                 | 「Love Train」                                | 小室哲哉   | 小室哲哉           | 5:28  |
| 8.                 | 「Human System」                              | 小室みつ子 | 小室哲哉           | 5:04  |
| 9.                 | 「TIMEMACHINE」                               | 小室哲哉   | 木根尚登           | 4:32  |
| 10.                | 「STILL LOVE HER (失われた風景)」             | 小室哲哉   | 小室哲哉・木根尚登 | 5:52  |
| 11.                | 「ELECTRIC PROPHET (電気じかけの予言者)」     | 小室哲哉   | 小室哲哉・木根尚登 | 8:45  |
| 合計時間:          | 合計時間:                                     | 合計時間:  | 合計時間:          | 58:02 |

## 曲解説
1. SEVEN DAYS WAR
  - GRe4N BOYZがカバー。
  - オリジナルは14thシングル。『ぼくらの七日間戦争』の主題歌。
2. Self Control (方舟に曳かれて)
  - CAPSULEがカバー。オリジナルは9thシングル。
  - 本作に収録されているのは同名の4thアルバム『Self Control』収録のカットアウトヴァージョン。
3. Get Wild
  - B'zがカバー。オリジナルは10thシングル。
  - TVアニメ『シティーハンター』エンディングテーマ曲。
4. BEYOND THE TIME (メビウスの宇宙を越えて)
  - 澤野弘之 feat. SennaRinがカバー。オリジナルは13thシングル。
  - アニメ映画『機動戦士ガンダム 逆襲のシャア』主題歌。
  - 本作に収録されているのはCDシングルのみ収録のカットアウトヴァージョン。
5. Maria Club (百億の夜とクレオパトラの孤独)
  - ヒャダイン with DJ KOOがカバー。
  - オリジナルは4thアルバム『Self Control』収録曲。
6. BE TOGETHER
  - 乃木坂46[注釈 1]がカバー。
  - オリジナルは5thアルバム『humansystem』収録曲。
7. Love Train
  - 西川貴教がカバー。オリジナルは25thシングル。
  - カメリアダイアモンド『LOVE EARTH 〜RED ROCK編〜』のCMソング。
8. Human System
  - 松任谷由実 with SKYEがカバー。
  - オリジナルは5thアルバム『humansystem』収録曲。
9. TIMEMACHINE
  - 坂本美雨がカバー。
  - オリジナルは13thアルバム『DEVOTION』収録曲。
10. STILL LOVE HER (失われた風景)
  - くるりがカバー。オリジナルは6thアルバム『CAROL 〜A DAY IN A GIRL'S LIFE 1991〜』収録曲。
  - TVアニメ『シティーハンター2』エンディングテーマ曲。
  - 曲の最後、アウトロの部分で「This Night」がオーバーラップして聴こえてくる。
11. ELECTRIC PROPHET (電気じかけの予言者)
  - 満島ひかりがカバー。編曲とピアノはクラムボンのミト、ストリングスは徳澤青弦、パーカッションはよしうらけんじ、録音は橋本まさしがそれぞれ担当し、クラムボンの1st,2ndアルバム以来となる25年ぶりのタッグとなった。楽曲後半の満島の逆回転ボイスも橋本の編集によるものである。満島の「この曲を聴くと”からくり人形”、”白と黒の世界”、”ねじが巻いてある景色”、”義足のフェンシング”、”メカ、アンドロインドの音がする”など色んな世界が見える」というイメージから、満島が踊って歌っているような”コンテンポラリー的な舞台音楽”というテーマでアレンジが進められ、”アンドロイド”というイメージから、満島の録音された声を音楽制作AIで加工した音でビートを作った。”揺らぎ”を表現するためテンポは一定ではなく、クリックなしでピアノを録音した後、そのテンポに合わせて前述の満島の声のビートを足していくという工程がなされ、148小節の中でおよそ43回のテンポチェンジ、リタルダンドを除いて64〜73BPMを推移している[7]。満島の意向で、ボーカルの周りの微細な高周波ノイズ等を除去するプラグインが使用されていない。この意向についてミトは、声のノイズや生々しさも除去せずに残す判断が”コンテンポラリー的な舞台音楽”というテーマにとって重要な要素であったと絶賛している。・圧縮して音圧を稼ぐのではなく、楽曲の抑揚を極限まで活かすミックスが施されているため、「普段のボリュームよりちょっと上げて」聴くことをミトは推奨している[8]。「TMのトリビュートなのにシンセが入っていないのはおかしい」という意向から、ミトがmoog iiiCで電子機器のノイズのような効果音的なサウンドを鳴らしている[9]。
  - オリジナルはミニアルバム『TWINKLE NIGHT』収録曲。

## 演奏
- GRe4N BOYZ：Vocal (#1)
- nishi-ken：Arrangement, Piano, Keyboards & Programming (#1)
- 門脇大輔、大嶋世菜、山本大将、伊能修、中島優紀、河裾あずさ、小林明日香、大谷舞：1st Violin (#1)
- 友清麻樹子、藤縄陽子、亀田夏絵、沖増菜摘、青柳萌、寉田春菜：2nd Violin (#1)
- 高橋輝、西村知佳子、柳原有弥、金子由衣：Viola (#1)
- 村中俊之、古川淑恵、今井香織、永田歌歩：Cello (#1)
- 一本茂樹、佐々木大輔：Contrabass (#1)
- 中田ヤスタカ (CAPSULE)
  - Arrangement (#2.3)
  - Programming & All Other Instruments (#3)
- こしじまとしこ (capsule)：Vocal (#2)
- 稲葉浩志 (B'z)：Vocal (#3)
- 松本孝弘 (B'z)：Arrangement, Guitar (#3)
- 澤野弘之：Keyboards & All Other Instruments (#4)
- SennaRin：Vocal (#4)
- 藤崎誠人：Drums (#4)
- 田辺トシノ：Bass (#4)
- 伊藤ハルトシ：Guitars (#4)
- ヒャダイン：Remix (#5)
- DJ KOO：Rap (#5)
- 西川ノブユキ：Guitar (#6)
- 野口大志：Arrangement, All Other Instruments (#6)
- 西川貴教：Vocal (#7)
- TK SONG MAFIA：Arrangement, All Other Instruments (#7)
- 赤堀眞之：Bass (#7)
- 木村建：Guitar (#7)
- 松任谷由実：Vocal (#8)
- 松任谷正隆 (SKYE)：Keyboards, Chorus (#8)
- 鈴木茂 (SKYE)：Guitar, Chorus (#8)
- 小原礼 (SKYE)：Bass, Chorus (#8)
- 林立夫 (SKYE)：Drums, Chorus (#8)
- 山本拓夫：Saxophone (#8)
- 西村浩二、奥村晶：Trumpet (#8)
- 鹿討奏：Trombone (#8)
- 坂本美雨：Vocal (#9)
- 原摩利彦：Arrangement, Piano, Synthesizer (#9)
- 須原杏：1st Violin (#9)
- 銘苅麻野：2nd Violin (#9)
- 角谷奈緒子：Viola (#9)
- 関口将史：Cello (#9)
- 岸田繁 (くるり)：Arrangement, Vocals, Programming (#10)
- 佐藤征史 (くるり)：Arrangement, Programming, Gran Cassa, Background Vocal (#10)
- 久米浩太郎、齋藤明日香：Background Vocal (#10)
- 満島ひかり：Vocal (#11)
- ミト (クラムボン)：Arrangement, All Other Instruments (#11)
- 藤堂昌彦：1st Violin (#11)
- 漆原直美：2nd Violin (#11)
- 坂口弦太郎：Viola (#11)
- 徳澤青弦：Cello (#11)
- 玉木寿美：Contrabass (#11)
- よしうらけんじ：Percussion (#11)
- 佐藤純之介：Moog Synthesizer Support (#11)